# مصر کوچک
مصر کوچک (انگلیسی: Little Egypt) یک فیلم در ژانر کمدی-درام به کارگردانی فرد د کوردوا محصوال سال ۱۹۵۱ کشور ایالات متحده آمریکا است.

## بازیگران
- مارک استیونز در نقش Wayne Cravat
- روندا فلمینگ در نقش Izora
- Nancy Guild در نقش Sylvia Graydon
- چارلز دریک در نقش Oliver Doane
- Tom D'Andrea در نقش Max
- مینور واتسون در نقش Cyrus Graydon
- استیون گری در نقش Pasha
- ورنا فلتون در نقش Mrs. Samantha Doane
- جان لیتل در نقش Shuster
- Kathryn Givney در نقش Cynthia Graydon
- فریتس فلد در نقش Professor
- دن ریس در نقش Prosecutor
- Jack George در نقش Meheddi
- Edward Clark در نقش Judge (as Ed Clark)
- John Gallaudet در نقش O'Reilly
- فریمن لاسک در نقش Spinelli
- لئون بلاسکو در نقش Moulai